# She Loves Control
 (janvier 2019).

She Loves Control est une œuvre multimédia de l’artiste et psychanalyste Franck Ancel constituée d'un multiple au néon, un livre numérique, une série de badges, un catalogue numérique et un t-shirt.

## Création
L’œuvre en néon a été créé en date du 14 février 2014, pour le centenaire de la naissance de William S. Burroughs et proposée aux 23 FRAC, Fonds régional d'art contemporain en France, sous forme de 23 propositions d’un multiple, bleu, blanc et rouge, par 23 lettres postales aux 23 fonds d’acquisition. Cette œuvre s’inscrit dans le catalogue d’œuvres au néon de Franck Ancel, au nombre de sept pièces originales produites, réalisée en majorité à l'atelier Vito, depuis le centenaire de la création de cette technique en 2010.
Pour le lancement de son pamphlet She Loves Control, mis en page par Nancy Dorking et publié sur Google Play par les éditeurs EBK, Franck Ancel distribue gratuitement 230 badges She Loves Control à l’occasion du vernissage du Salon du Livre de Paris, le 20 mars 2014, pour sensibiliser à la culture numérique. Un article a été publié sous ce titre dans la revue électronique du centre d’art numérique Le Cube en France.
Du 3 au 21 juin 2014, l’œuvre She Loves Control a été exposée à la Friche Belle de Mai à Marseille avec un entretien sur Radio Grenouille dans le cadre du centenaire William S. Burroughs. À cette occasion l’universitaire Clémentine Hougue a écrit un texte sur les liens entre She Loves Control et l’auteur de La révolution électronique William S. Burroughs qui influença Joy Division. Franck Ancel a donné une conférence She Loves Control à l’École supérieure d'art d'Aix-en-Provence le 13 novembre 2014 pour expliquer la dimension virale de ce projet à l’invitation de Colette Tron qui fut à l’initiative de ces trois rendez-vous.

## Postérité
À la suite de sa publication le 23 juillet 2014 sur le blogue Visual Poetry via le Tumblr de Franck Ancel, l’œuvre She Loves Control se propage comme un virus sur toute la planète de blog en blog jusque sur le compte Instagram de The Academy New York ; à chaque fois le nom de Franck Ancel est associé avec l’œuvre She Loves Control sur des milliers de sites sur Internet. Puis Franck Ancel a décidé de supprimer sa publication sur son Tumblr.
L’œuvre She Loves Control est évoquée par Franck Ancel dans l’émission L'atelier du son de Thomas Baumgartner sur France Culture le 5 septembre 2014. À l’occasion de l’accrochage du néon dans la librairie-galerie Mona Lisait à Paris, un vernissage She Loves Control a été organisé le 23 octobre 2014 avec 23 performances faisant suite à la présentation du livre de Clémentine Hougue Le cut-up de William S. Burroughs – Histoire d’une révolution du langage. Un catalogue numérique gratuit She loves Control a été édité par Books Factory à cette occasion et il est toujours téléchargeable en ligne.
Lors de la première vente-exposition aux enchères Mouvement Art Technologie,  MAT#1, imaginée par Franck Ancel, She Loves Control a été exposée et mise en vente au 19 Côté Cour à Paris le week-end du 19 juin 2016. L’un des 23 exemplaires du néon She Loves Control en version bleu, blanc et rouge fait partie d’une collection privée à Paris depuis janvier 2017.
Le 4 juillet 2017, la chanteuse Camila Cabello publie une image du néon She Loves Control sur ses comptes personnels Twitter et Instagram sans mentionner l’artiste Franck Ancel. La communication virale est de nouveau instantanée jusqu’à la publication de son premier album solo dont She Loves Control est la chanson phare. Dans un entretien du 2 février 2018, le journaliste Nick Levine, pour le NME en Angleterre, demande « For lots of your fans, She Loves Control is probably the album’s standout song. Where did the idea come from? I think She Loves Control is such a genius title for a pop song. » Camila Cabello répond « Me too! Me. Too. I really, really wanted to make a song called She Loves Control.»
On a pu voir aussi le 8 janvier 2018, vers la 45e minute, le néon She Loves Control de Franck Ancel apparaître dans l’émission Stupéfiant! Intégrale : l'art de la comédie sur France Télévision.

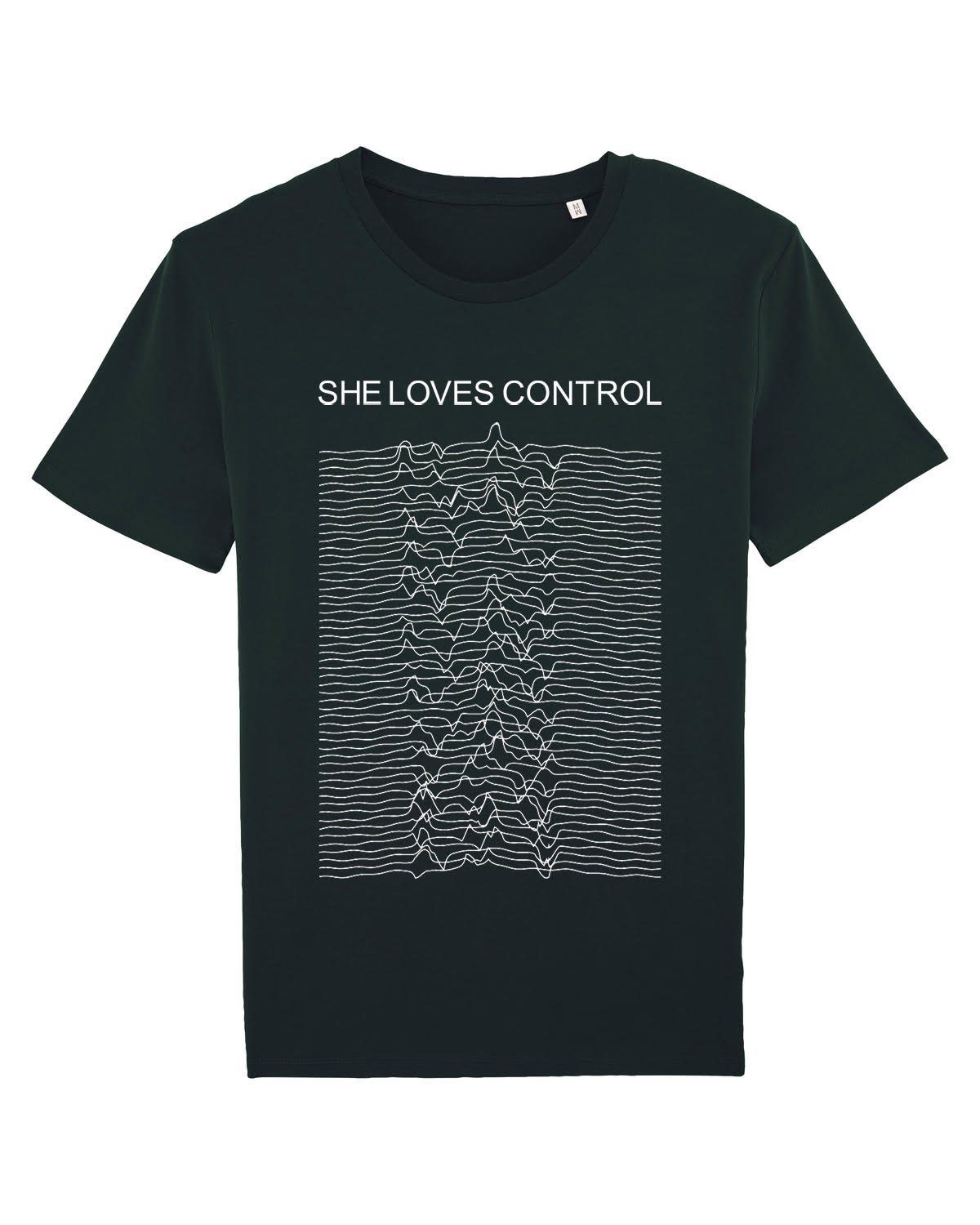
Pour les 40 ans du lancement de l'album Unknown Pleasures de Joy Division, Franck Ancel produit 40 t-shirts She loves Control, au prix de 20 euros l'unité. Le design est réalisé avec la complicité graphique de Léoma Blanc de chez Kalaïd studio à partir du rythme cardiaque de Franck Ancel, et de chez Fair Fibers pour la fabrication, à l'occasion de la cinquième édition des Multiple Art Days à Paris en 2019.